# The Scream (Album)
The Scream ist das Debütalbum der britischen Post-Punk-Band Siouxsie and the Banshees. Es wurde im November 1978 beim Label Polydor veröffentlicht.

## Geschichte
Die Band, die nach ihrer Gründung 1976 durch eine Vielzahl Auftritte und insbesondere durch die Bühnenpräsenz von Siouxsie Sioux überregionale Bekanntheit erlangt hatte, konnte bis 1978 keinen Plattenvertrag abschließen. Dabei bemühte sich unter anderem John Peel darum, der Band einen Vertrag mit BBC Recordings zu vermitteln. Spätestens nachdem mindestens ein Banshee-Fan eine Graffiti-Aktion initiiert hatte, um die Major-Labels der Stadt mit dem Spruch Sign the Banshees: do it now zu besprühen, beschloss das Label Polydor, die Banshees im Juni unter Vertrag zu nehmen.
Die meisten Songs wurden von Siouxsie, McKay und Severin geschrieben. Siouxsie wollte die Musik der Banshees filmisch halten und hat sich bei dem Stück Suburban Relapse von Alfred Hitchcocks Psycho inspirieren lassen. So ist das Gitarrenecho dem „Messerkratzen“ der berühmten Duschszene nachempfunden.
The Scream wurde binnen einer Woche aufgenommen und in den darauffolgenden drei Wochen gemastert und gemischt. Während sich die Band im Aufnahmeprozess befand, wurde im August 1978 die Debüt-Single Hong Kong Garden veröffentlicht. Die Single erreichte den siebten Platz der britischen Singlecharts.
The Scream wurde am 27. Oktober 2005 als Teil der Universal-Deluxe-Serie wiederveröffentlicht. Die remasterte Version umfasst zwei CDs. Darin enthalten sind das überarbeitete Album sowie Demos, Live Tracks und Singles aus der Periode des Albums.

## Rezeption
Nach der Veröffentlichung erhielt The Scream durchweg gute Bewertungen durch die Presse. So rezensierte das Magazin Uncut das Album und platzierte es auf der Nummer 43 der Liste der 100 Greatest Debut Albums. Es fand zusätzlich Erwähnung in dem Werk 1001 Albums You Must Hear Before You Die.
Nach Dave Thompson etablierten das Album und die Singles als Vorreiter den dunklen, wabernden und durch Gitarren geleiteten Klang, der eine ganze folgende Generation prägte.
Der Musikhistoriker Clinton Heylin bezeichnete die Rekrutierung McKays durch die Banshees – zusammen mit den Gründungen der Bands Magazine und Public Image Ltd. – zwischen August 1977 und Mai 1978 den „wahren Start des englischen Post-Punk“. Thompson bezeichnet gerade das Album, auf welchem Stücke wie Carcass und Nicotine Stain noch vereinzelt an die rohe Atmosphäre der Punk-Clubs erinnere, als jenen Augenblick, in welchem der Begriff Post-Punk zu einem eigenständigen Klang wurde.
Auch laut Robert Smith von The Cure reihten sich die Banshees mit The Scream in die Gruppe der Pioniere des Post-Punk mit ein.

„When The Scream came out, I remember it was much slower than everybody thought. It was like the forerunner of the Joy Division sound. It was just big-sounding.“

„Ich erinnere mich noch, als The Scream herauskam und es sehr viel langsamer war, als jeder dachte. Es war wie ein Vorgänger des Joy-Division-Sounds. Es klang einfach groß.“

## Titelliste
A-Seite
1. Pure (Sioux, Severin, McKay, Morris) – 1:50
2. Jigsaw Feeling (Severin, McKay) – 4:39
3. Overground (Severin, McKay) – 3:50
4. Carcass (Sioux, Severin, Peter Fenton) – 3:49
5. Helter Skelter (John Lennon, Paul McCartney) – 3:46

B-Seite
1. Mirage (Severin, McKay) – 2:50
2. Metal Postcard (Mittageisen) (Sioux, McKay) – 4:14
3. Nicotine Stain (Sioux, Severin) – 2:58
4. Suburban Relapse (Sioux, McKay) – 4:12
5. Switch – (Sioux, McKay) – 6:49